# Podmarszczyn
Podmarszczyn – wieś sołecka w Polsce położona w województwie mazowieckim, w powiecie płońskim, w gminie Dzierzążnia.
Wieś duchowna Podmarszczyno, własność prebendalna płockiej kapituły katedralnej w 1542 roku, położona była w drugiej połowie XVI wieku w ziemi wyszogrodzkiej. W latach 1975–1998 miejscowość administracyjnie należała do województwa ciechanowskiego.